# Distretto militare
Un distretto militare è un'articolazione delle forze armate di uno Stato responsabile di una certa area di territorio.
Si occupano generalmente delle questioni amministrative che operative, e nei paesi con forze basate sul ricorso alla coscrizione per la leva militare, si occupano delle pratiche amministrative per l'amministrazione militare.

## Nel mondo

### Algeria

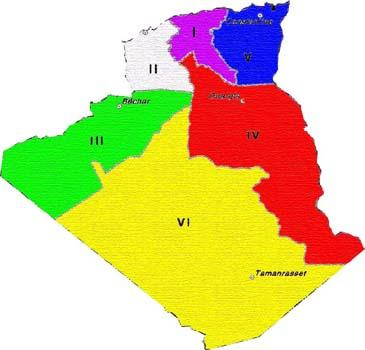
Regioni militari algerine

L'Algeria è divisa in sei regioni militari numerate, ciascuna con quartier generale situato in una città o città principale. Questo sistema di organizzazione territoriale, adottato poco dopo l'indipendenza, nacque dalla struttura del wilaya in tempo di guerra e dalla necessità del dopoguerra di sottomettere le insurrezioni antigovernative che erano basate nelle varie regioni.
I comandanti regionali controllano e amministrano basi, logistica e alloggi, nonché l'addestramento dei militari leva. I comandanti delle divisioni e delle brigate dell'esercito, le installazioni dell'aeronautica e le forze navali riferiscono direttamente al Ministero della Difesa Nazionale e ai capi di servizio del personale in materia operativa. In precedenza l'Algeria aveva formato la decima regione militare della Francia.

### Cina
Durante la seconda guerra sino-giapponese e seconda guerra mondiale in Cina vi erano 76 distretti militari settentrionali - anche dette regioni militari (軍區), o aree di guerra, che erano le più grandi formazioni dell'Esercito nazionale rivoluzionario, sotto la Commissione per gli affari militari, presieduto da Chiang Kai-shek.
Alla fine del secondo conflitto mondiale le forze armate cinesi si organizzarono e le regioni divennero dodici, successivamente ridotte a sette,  divise in distretti militari (di solito contigui alle province) e sotto-distretti militari, sotto il comando della Commissione militare centrale.
Nel febbraio 2016, le 7 regioni militari sono state cambiate in 5 comandi:
- Comando orientale
- Comando meridionale
- Comando dell'ovest
- Comando del nord
- Comando centrale

### Francia
Dopo la proclamazione della terza repubblica francese, una regione militare comprendeva diversi dipartimenti che sostenevano un corpo d'armata. Per molti anni sono state attive fino a 21 regioni militari.
Con la nascita della quarta repubblica l'evoluzione dell'organizzazione amministrativa, la Francia fu divisa in distretti amministrativi regionali (circa 1963) (regione amministrativa dipendente da un prefetto della regione). L'organizzazione militare ha quindi combinato l'organizzazione amministrativa e in ciascun centro di addestramento per le reclute corrispondeva una divisione militare territoriale. Dal lato della difesa, queste divisioni militari sono state raggruppate in regioni militari. Il loro numero variava a seconda del periodo. Il numero attuale è sei.

### Germania
Durante seconda guerra mondiale, la Germania nazista ha usato il sistema dei distretti - denominati Wehrkreise - per alleviare i comandanti sul campo di più lavoro amministrativo possibile e per fornire un flusso regolare di reclute e rifornimenti addestrati all'esercito di campo. Il metodo che adottarono fu quello di separare l'Oberkommando des Heeres dallo Heimatkriegsgebiet e affidare a tale comando le responsabilità di addestramento, coscrizione, fornitura di materiali e attrezzature.
Fino al 2013 le Bundeswehr avevano quattro distretti militari: Wehrbereichskommando (WBK) come parte dei servizi di supporto (Streitkräftebasis); ciascun WBK controllava diversi Landeskommandos (comandi di stato) a causa della struttura federale tedesca che ha assunto le funzioni svolte dai Verteidigungsbezirkskommandos (VBK) o comandi della regione militare (comandi del distretto di difesa) come. Queste autorità di comando sono responsabili di tutte le strutture militari. Attualmente i Landeskommmandos sono guidati dal comando territoriale nazionale chiamato Kommando Territoriale Aufgaben der Bundeswehr (KdoTerrAufgBw).

### Italia
Un distretto militare in Italia era una struttura che si occupava delle pratiche amministrative relative all’accertamento dell’idoneità psico-fisica al servizio militare di leva in Italia.
Con la sospensione del servizio di leva, dal 2005 sono stati ridenominati "Centri Documentali" e quindi Uffici documentali, mantenendo le residue funzioni.

### Indonesia

Distretti militari in Indonesia nel 2021

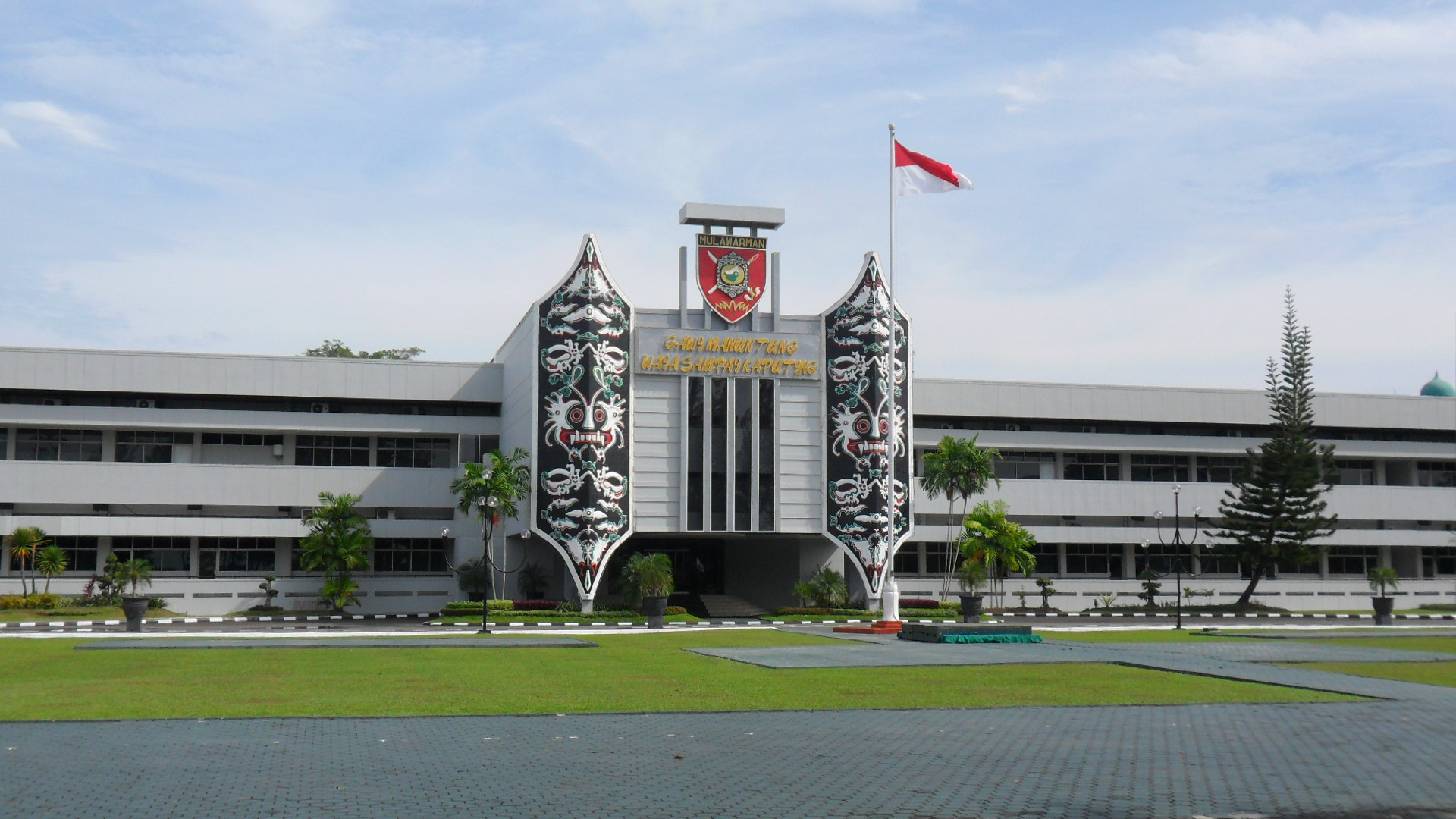
Ingresso principale del VI distretto, in Balikpapan.

Nelle forze armate indonesiane tali strutture sono note come  Komando Daerah Militer; vennero create creato dal generale Soedirman come sistema inizialmente ispirato ai distretti della Germania nazista. Il sistema fu successivamente ratificato nel documento "Surat Perintah Siasat n. 1", firmata dal militare nel novembre del 1948.
I comandi militari regionali funzionavano come mezzo di difesa regionale, per difendere le isole e le province del territorio indonesiano. Ogni comandante aveva piena autorità per iniziare le operazioni con le risorse disponibili nel distretto. I comandanti hanno il comando e l'autonomia delle sue strutture e organizzazioni militari.
Gli attuali comandi militari regionali indonesiani sono:
1. Kodam Jaya in Jakarta
2. Kodam Iskandar Muda in Banda Aceh
3. Kodam I in Medan
4. Kodam II in Palembang
5. Kodam III in Bandung
6. Kodam IV in Semarang
7. Kodam V in Surabaya
8. Kodam VI in Balikpapan
9. Kodam IX in Denpasar
10. Kodam VI- Kodam XII in Pontianak
11. Kodam XIII in Manado
12. Kodam XIV in Makassar
13. Kodam XVI in Ambon
14. Kodam XVII-Kodam XVII in Jayapura
15. Kodam XVIII in Sorong

### Russia
Presenti già nell'Impero Russo, tali strutture furono previste, per fornire una gestione più efficiente delle unità dell'esercito, il loro addestramento e altre attività operative legate ad esigenze di prontezza al combattimento.
Nella Federazione Russa operano sotto il comando del distretto quartier generale, guidato dal comandante di distretto e sono subordinati allo Stato maggiore delle forze armate della Federazione russa. Essi sono articolati come strutture di formazione e logistiche. Dal 1992 al 2010, le forze armate hanno mantenuto un numero decrescente di ex distretti delle forze armate sovietiche: come il Distretto militare di Leningrado, Distretto militare di Mosca, Distretto militare Volga-Urali, Distretto militare del Caucaso settentrionale, Distretto militare siberiano, Distretto militare dell'Estremo Oriente.

Distretti militari della Russia fino al 2024

Nel periodo 2009-2010, questi distretti sono stati riorganizzati in 4 distretti militari comprendenti comandi strategici congiunti regionali; nel 2014 la flotta del Nord è stata riorganizzata in un comando strategico congiunto separato, ovvero:
- Distretto militare occidentale con sede in San Pietroburgo
- Distretto militare meridionale con sede in Rostov sul Don
- Distretto militare centrale con sede in Ekaterinburg
- Distretto militare orientale con sede in Chabarovsk
- Comando strategico congiunto della flotta settentrionale con sede in Severomorsk

Nel febbraio 2024, durante l'invasione russa dell'Ucraina, sono stati ristabiliti il Distretto militare di Mosca e il Distretto militare di Leningrado, il quale ha integrato l'ex Comando della flotta settentrionale e parte del Distretto militare occidentale.

### Regno Unito
I distretti regionali dell'esercito britannico si sono evoluti nel corso del tempo; per molti anni ci furono comandi regionali nel Regno Unito, tra cui Aldershot Command (dal 1880), Eastern Command, Northern Command ,Scottish Command, Southern Command e Western Command (dal 1905). Nel 1985 questi furono sostituiti dai distretti e fino alla primavera del 1991 ce n'erano nove.

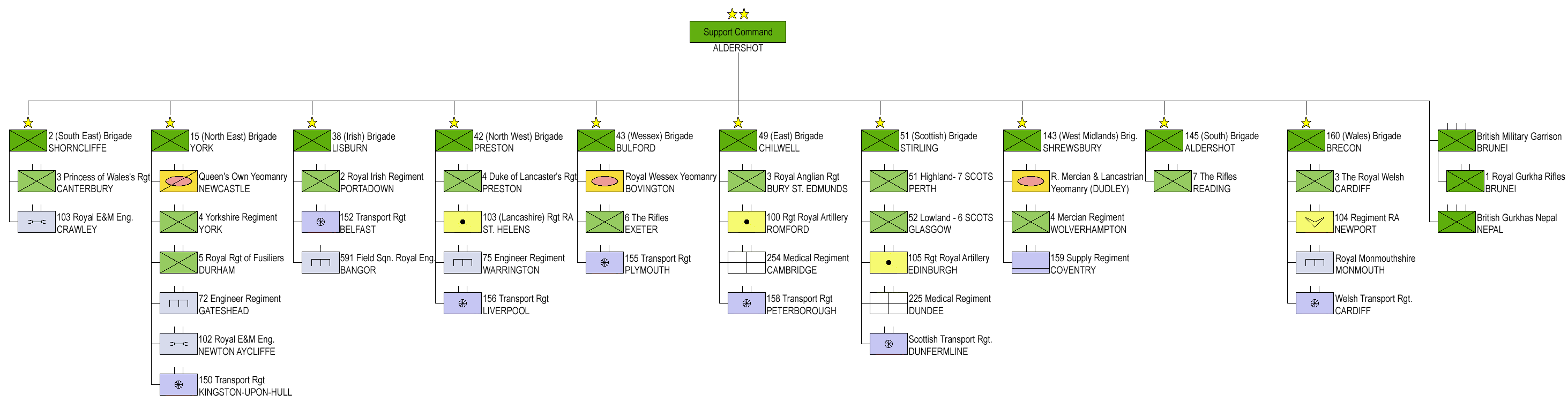
Assetto delle forze armate britanniche per regione nel 2006.

Dal 1995, i comandi del Regno Unito e i distretti successivi furono sostituiti dalla 2nd Division, 4th Division, 5th Division. Quest'ultimo assieme al distretto di Londra ha agito come comandi regionali nel Regno Unito facendo riferimento al Commander Regional Forces, mentre lo Scottish Command è stato assorbito dalla 2ª divisione nel 2000. Le divisioni erano responsabili dell'addestramento di formazioni e unità subordinate sotto il loro comando per operazioni nel Regno Unito, come aiuti militari alla comunità civile, come nonché unità di addestramento per schieramenti all'estero. La seconda, quarta e quinta divisione sono state sostituite dal Support Command a decorrere dal 1º novembre 2011.

### Stati Uniti d'America
Le funzioni di tali strutture erano esercitate fino all'inizio del XX secolo dai dipartimenti militari, dopo la fine della seconda guerra mondiale sostituite dagli Unified Combatant Command.
Una struttura di particolare importanza è il distretto militare di Washington da cui dipende il Joint Force Headquarters National Capital Region, il quale si occupa della difesa territoriale di Washington, D.C..